# Тони Дачева
Тони Дачева е българска попфолк и фолклорна певица. Тя е първата българска певица, започнала да твори в жанра попфолк, поради което е считана за негов основоположник и често пъти е наричана „Първата дама на попфолка“, „Майката на попфолка“ и „Първата лястовица на попфолка“.

## Биография
Родена е като Тонка Дачева Дачева на 6 февруари 1967 година в Блатец, Сливенско, в семейство на акордеонист и певица. Израства и завършва средно училище в Сунгурларе, където започва да пее в местни самодейни групи. На 25 ноември 1987 година се явява на прослушване и става вокалистка на сформиращата се по това време група Оркестър „Кристал“, която през следващите години придобива широка известност като един от пионерите на попфолк жанра.
През 1997 г. се запознава с Найден Милков. Живеят на семейни начала в продължение на 11 години и са дует – „Тони Дачева и Найден Милков“. През 1998 година Дачева напуска Оркестър „Кристал“. Записва със съпруга си четири дуетни албума, пеят на участия и концерти. Разделят се през 2008 г.
През 2015 г. взема активно участие в юбилейните концерти на Мустафа Чаушев „50 години с песните на Мустафа Чаушев“, които се провеждат в градовете Шумен, Добрич, Русе, Бургас и София.
През 2024 г. Тони Дачева е сред изпълнителите в тричасовия концерт „Златни хитове“ в Арена София.

## Дискография

### Студийни албуми

#### Албуми с орк. Кристал
- Върнете се, българи (1991)
- Робиня съм твоя (1993)
- Мили мой (1994)
- Тони Дачева и дует Шанс (1995)
- Оркестър Кристал, Мустафа Чаушев, Тони Дачева (1995)
- Кралица съм аз (1996)
- Всичко е любов (1998)

#### Дуетни албуми с Найден Милков
- Грях ли е (2001)
- Като на кино (2005)
- Бяла лястовица (2007)

#### Самостоятелни албуми
- Добрата фея (1999)
- Пей, сърце (2001)
- Интуиция (2004)

### Компилации
- Хитовете на Кристал (1997)
- The Best (2002)
- Hit Collection MP3 (2009)
- Златните хитове на Пайнер 5 – Тони Дачева (2012)

## Награди
| Година | Получател                   | Награда                                                                                |
| ------ | --------------------------- | -------------------------------------------------------------------------------------- |
| 2001   | Тони Дачева и Найден Милков | Вокална формация на годината (Годишни награди на сп. „Нов фолк“)                       |
| 2002   | Тони Дачева                 | Принос към музикалната индустрия (Годишни награди на сп. „Нов фолк“)                   |
| 2004   | Тони Дачева и Найден Милков | Дует на годината (Годишни награди на ТВ „Планета“)                                     |
| 2007   | Тони Дачева                 | Награда за 20 години присъствие на музикална сцена (Годишни награди на ТВ „Планета“)   |
| 2011   | „Намери ме“                 | Най-романтична песен 2011 (Годишни награди на ТВ “Планета)                             |
| 2011   | Тони Дачева                 | Приз за цялостно творчество – 25 години на сцената (Годишни награди на сп. „Нов фолк“) |